# Ringstead (Northamptonshire)
Ringstead est une paroisse civile et un village du Northamptonshire, en Angleterre.